# Скрипник Станіслав Володимирович
Станісла́в Володи́мирович Скри́пник (нар. 1 лютого 1969, с. Баланівка, Вінницька область) — український художник. Член Національної спілки художників України (2023)..

## Біографія
Народився 1 лютого 1969 року в с. Баланівка Бершадської міської громади Гайсинського району Вінницької області. Закінчив Тульчинський коледж культури і мистецтв (1987) за фахом «Художник ДПМ».

Живе і працює у Вінниці.

## Творчість
Займається художнім ковальством і гутництвом. Створює синкретичні об'ємно-просторові композиції з металу та вітражного скла. Бере участь у всеукраїнських виставках, ковальських та етнографічних фестивалях. Персональна виставка у Вінниці (2022). У рідному селі допоміг в облаштуванні Меморіалу слави.

Серед основних творів, зроблених з кованого металу та ф'юзингового скла: «Код нації», «Жук квадротовий», «Скарабеї», «Медуза», «Брошка для інтер'єра», «Вечір», «Національний колорит» та ін.